# Sư đoàn 9 (CHDCND Triều Tiên)
Sư đoàn bộ binh 9 là một đội hình quân sự của Quân đội Nhân dân Triều Tiên trong thế kỉ 20.
Là một phần trong cuộc tiến quân của Triều Tiên từ Seoul đến Taejon.
Xảy ra trận chiến trong trận Pusan Perimeter.